# Google Toolbar
Google Toolbar – wtyczka do przeglądarek internetowych, oferowana bezpłatnie przez Google Inc., instalująca dodatkowy pasek narzędziowy, ułatwiający korzystanie z usług wyszukiwarki Google. Nazwa wtyczki wywodzi się od angielskiego słowa Toolbar oznaczającego pasek narzędziowy. Po raz pierwszy został wydany w 2000 roku dla przeglądarki Internet Explorer 5. Od września 2005 r. do czerwca 2011 r. pasek narzędzi Google Toolbar był również dystrybuowany jako wtyczka Firefoksa. 12 grudnia 2021 r. oprogramowanie nie było już dostępne do pobrania a witryna internetowa przekierowuje teraz na stronę pomocy technicznej. Dzięki możliwości sprawdzania informacji o stronach, w szczególności notowania PageRank było to jedno z narzędzi wykorzystywanych przy pozycjonowaniu stron. W zamian za darmowe oprogramowanie użytkownik zgadza się na śledzenie jego aktywności w sieci oraz wysyłanie danych ze swojego komputera. 

## Funkcje
Wśród funkcji dodatkowych aplikacji znajdują się:
- wysyłanie danych z komputera użytkownika (ciasteczka)
- blokowanie wyskakujących okien
- sprawdzanie pisowni
- tłumaczenie
- ochrona przed phishingiem
- autouzupełnianie – automatyczne wypełnianie formularzy
- podświetlanie w tekście słów wyszukiwanych
- bezpośredni dostęp do usług świadczonych poprzez stronę Google
- sprawdzanie notowania PageRank aktualnie przeglądanej strony (funkcja usunięta w 2016 roku[8])